# Antonina Leńkowa
Antonina Leńkowa z domu Mozer (ur. 6 stycznia 1917 we Lwowie, zm. 21 kwietnia 1995 w Krakowie) – polska zoolożka, działaczka i historyczka ochrony przyrody, publicystka, pisarka.

## Życiorys
Urodziła się we Lwowie. Jej matką była Stefania z domu Hilewicz, a ojcem Wilhelm Mozer, inżynier mechaniki, profesor zwyczajny Politechniki Lwowskiej.
Uczęszczała do Państwowej Szkoły Powszechnej im. Marii Magdaleny we Lwowie, Państwowego Ogólnokształcącego Gimnazjum im. Królowej Jadwigi oraz lwowskiego Gimnazjum im. J. Słowackiego, w którym uzyskała świadectwo dojrzałości w 1935 roku. Rozpoczęła studia na Wydziale Matematyczno-Przyrodniczym w zakresie fizyki na Uniwersytecie Jana Kazimierza we Lwowie, jednak z powodu wojny musiała je przerwać.
Podczas wojny pracowała jako hafciarka w Państwowej Pracowni Eksperymentalno-Artystycznej, a także jako urzędniczka w Polskim Komitecie Pomocy.
W 1944 roku przeprowadziła się do Krakowa, gdzie rok później podjęła studia biologiczne na Wydziale Matematyczno-Przyrodniczym Uniwersytetu Jagiellońskiego. W 1950 roku uzyskała tytuł magistra.
Od 1950 do 1953 roku pracowała w redakcji czasopisma Wszechświat, w którym w trakcie swojej kariery opublikowała wiele artykułów, a następnie rozpoczęła działalność naukową i publicystyczną związaną z ochroną środowiska naturalnego.
Została odznaczona Złotym Krzyżem Zasługi, Krzyżem Kawalerskim Orderu Odrodzenia Polski, a także Złotą Odznaką Honorową Ligi Ochrony Przyrody.
Zmarła po ciężkiej chorobie w swoim mieszkaniu w Krakowie. Pochowana jest na cmentarzu Rakowickim wraz ze swoim mężem, Janem Leńko, urologiem.

## Praca naukowa
W 1953 roku zaczęła pracę naukową pod kierunkiem profesora Stanisława Skowrona. Działalność naukową prowadziła najpierw jako stypendystka w Zakładzie Biologii Akademii Medycznej, następnie jako asystentka naukowa w Zakładzie Zoologii Doświadczalnej PAN w Krakowie. W 1955 roku zaczęła pracować jako asystentka naukowa w Zakładzie Ochrony Przyrody PAN w Krakowie.
Była związana zawodowo z profesorem Władysławem Szaferem, a także profesorem Walerym Goetlem. Zajmowała się anatomią i systematyką ryjkowców, a swoją pracę prowadziła pod kierunkiem profesora Stanisława Smreczyńskiego.  Komisja kwalifikacyjna Zakładu Ochrony Przyrody PAN nadała jej tytuł adiunkta jeszcze przed obroną rozprawy doktorskiej, która nosiła tytuł "Różnice gatunkowe w budowie żeńskich narządów rozrodczych gatunku Polydrosus Germ. (Coleoptera, Curculionidae)". Rozprawę doktorską obroniła w 1962 roku.
Wygłaszała referaty i odczyty na temat ochrony przyrody, była członkinią jury olimpiad biologicznych i ogólnoprzyrodniczych, brała udział w organizacji Podyplomowego Studium Ochrony Środowiska powołanego przy Akademii Górniczo-Hutniczej w Krakowie.
W czasie swojej kariery zajmowała się przede wszystkim ochroną środowiska naturalnego. Była autorką i współautorką wielu tekstów: artykułów takich jak Aura czy Wszechświat, recenzji, notatek, rozdziałów do encyklopedii, podręczników, a także książek, w tym najpopularniejszej i wielokrotnie wznawianej Oskalpowanej ziemi, wydanej po raz pierwszy w 1961 roku przez Wydawnictwo Zakładu Ochrony Przyrody PAN. Książka ta poruszała tematy dotyczące wpływu działalności człowieka na środowisko naturalne, w tym zanieczyszczenie środowiska, niedobór wody, erozję gleb czy niszczenie lasów. Była redaktorką publikacji traktującej o zagrożeniu środowiska naturalnego "Człowiek przeciwko sobie?", do której teksty napisali m.in. Stefan Myczkowski i Wiktor Zin. Napisała także książkę poświęconą profesorowi Władysławowi Szaferowi, która ukazała się w 1992 roku.

## Wybrane publikacje
- Antonina Leńkowa, Aby świat nie stał się pustynią: karty z historii ochrony przyrody. Krajowa Agencja Wydawnicza, 1981
- Praca zbiorowa pod redakcją Antoniny Leńkowej, Człowiek przeciwko sobie?. Instytut Wydawniczy Pax, 1977
- Antonina Leńkowa, Dzieje ligi ochrony przyrody w Polsce. Wydawnictwo Liga Ochrony Przyrody, 1968
- Antonina Leńkowa i Jan Panfil. Łoś na ziemiach polskich. Państwowe Wydawnictwo Naukowe. Oddział w Krakowie, 1973.
- Antonina Leńkowa, Oskalpowana ziemia. Zakład Ochrony Przyrody PAN, 1961
- Antonina Leńkowa, Pod znakiem pandy. Krajowa Agencja Wydawnicza, 1985
- Antonina Leńkowa, Profesor Władysław Szafer: anegdoty, fakty, wspomnienia. Wydawnictwo i Drukarnia "Secesja", 1992.
- Antonina Leńkowa, Trudna droga do arki Noego. Krajowa Agencja Wydawnicza, 1985
- Antonina Leńkowa, Zaczęło się od świętego gaju: karty z historii ochrony przyrody. Krajowa Agencja Wydawnicza, 1981